# Zarhopaloides anaxenor
Zarhopaloides anaxenor är en stekelart som beskrevs av John S. Noyes 2001. Zarhopaloides anaxenor ingår i släktet Zarhopaloides och familjen sköldlussteklar. Inga underarter finns listade i Catalogue of Life.